# Imata Kabua

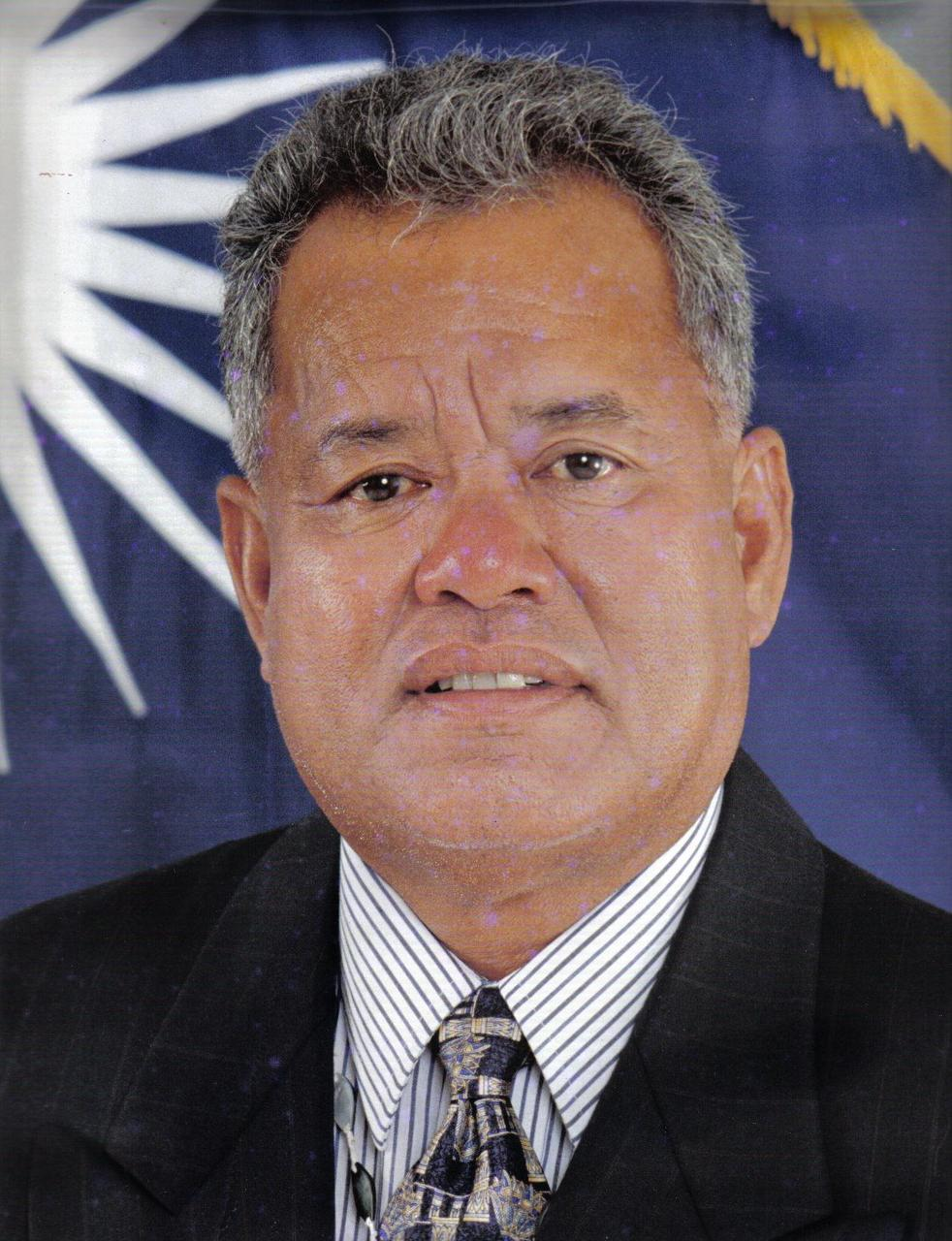
Imata Kabua, 2013

Imata Jabro Kabua (* 20. Mai 1943; † 18. September 2019) war ein Politiker der Marshallinseln. Er stammte vom Kwajalein-Atoll. Von 1997 bis 2000 war er der dritte Präsident der Inselgruppe.
Kabua wurde nach dem Tod seines Cousins Amata Kabua vom Parlament zu dessen Nachfolger bestimmt, in der Zwischenzeit regierte Kunio Lemari kommissarisch. Bei seinem Amtsantritt erklärte er den Abbau der Auslandsverschuldung zum Schwerpunkt seiner Politik.
Nach der Neuwahl des Parlaments im November 1999 wurde Kessai Note zu seinem Nachfolger gewählt. Die Amtsübergabe fand am 10. Januar 2000 statt.